# Карахильо
Карахи́льо — испанский кофейный напиток, представляет собой смесь кофе и бренди или рома. По одной из версий, происхождение напитка восходит к периоду испанского владычества на Кубе, по другой — карахильо появился в Барселоне. Напиток очень популярен в сельской местности.

## Состав и способы приготовления
Первоначальный рецепт карахильо предполагает, что кофе и алкогольный напиток смешиваются в одинаковых пропорциях, однако, в зависимости от географического региона употребления напитка, доля алкоголя и кофе может сильно отличаться. Например, в Каталонии напиток приготавливается с высоким процентным содержанием алкоголя, в то время как в городах Кастилии и Леона карахильо содержит больше кофе, чем алкоголя. Иногда в карахильо добавляют рюмку анисовой водки или шерри.
В сельских районах часто используют виноградное бренди домашнего производства, а для получения сильного аромата, перед тем как добавить кофе, бренди с уже добавленным сахаром поджигают.